# Il guanto nero
Il guanto nero è un dipinto a olio su tela (111x81,5 cm) realizzato tra il 1923 ed il 1948 dal pittore Marc Chagall.
Fa parte di una collezione privata.
Iniziata nel 1923, la tela fu terminata nel 1948, quattro anni dopo la morte della moglie Bella; il quadro infatti è una serie di immagini che raccontano episodi della loro vita di coppia: l'addio alla donna, la consapevolezza della morte e la presenta del suo spirito accanto a lui.